# 諭德
諭德是中國古代官名。
唐高宗龍朔二年（662年）初置太子左右諭德各一人，职務相當於常侍，可隨事諷諫，属左右春坊。明朝延置。清朝乾隆时廢除。